# Lista över svenska ortnamn i USA
Detta är en lista över svenska ortnamn i USA. Många platser i USA, framför allt mindre orter, har namngivits efter svensk anknytning.

## Alabama
- Silverhill
- Thorsby

## Delaware
- Christinafloden

## Idaho
- New Sweden

## Illinois
- Andover
- Bishop Hill (av Biskopskulla)
- Bishop Hill-kolonin (av Biskopskulla)
- Galva (Gävle)

## Indiana
- Nora

## Iowa
- Boxholm
- Stockholm

## Kalifornien
- Arboga
- Jenny Lind
- Kingsburg

## Kansas
- Falun
- Lindsborg

## Maine
- Jemtland (Jämtland)
- New Sweden
- Stockholm
- Sweden
- Westmanland (Västmanland)

## Minnesota
- Borgholm
- Kalmar
- Karlstad
- Lindstrom
- Malmo
- Malung
- Mora
- New Sweden
- New Sweden Township
- Ronneby
- Stockholm
- Svea, Minnesota
- Tegner
- Upsala
- Vasa Township
- Strandquist
- Bernadotte Township

## Nebraska
- Gothenburg (Göteborg)
- Malmo (Malmö)
- Swedehome
- Wausa

## New Jersey
- Stockholm
- Swedesboro

## New York
- Dannemora (by), New York
- Dannemora (kommun), New York
- Stockholm
- Sweden
- Bronx

## North Dakota
- Svea

## Pennsylvania
- Sweden Township, Potter County, Pennsylvania

## South Dakota
- Stockholm

## Texas
- New Sweden

## Washington
- Venersborg (Vänersborg)

## Wisconsin
- Lund
- Stockholm
- Stockholm

### Fotnoter
1. ↑  ”Ankomsten till Amerika”. Ankomsten till Amerika. http://www.litgeo.com/arkiv/ankomsten.htm. Läst 22 mars 2015.